# Pilbaragrassluiper
De Pilbaragrassluiper (Amytornis whitei) of rosse grassluiper is een zangvogel uit de familie Maluridae (elfjes).

## Verspreiding en leefgebied
Deze soort komt voor in West-Australië en telt twee ondersoorten:.
- A. w. parvus: Noordwestkaap.
- A. w. whitei: gebergten in Pilbara.

## Status
De pilbaragrassluiper komt niet als aparte soort voor op de lijst van het IUCN, maar is daar een ondersoort van de witkeelgrassluiper (A. s. whitei).